# Gnamptogenys perspicax
Gnamptogenys perspicax is een mierensoort uit de onderfamilie van de Ectatomminae. De wetenschappelijke naam van de soort is voor het eerst geldig gepubliceerd in 1970 door Kempf & Brown.